# Concoide

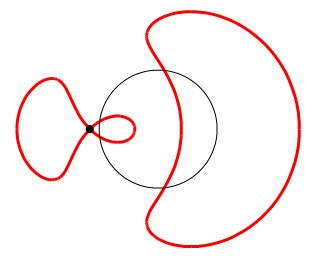
Concoides

Rep el nom de  concoide  una cissoide la segona corba de la qual és una circumferència centrada amb l'origen.
Si  a  és el radi d'aquesta circumferència, la concoide d'una corba  ρ = ρ  1  (θ)  té, en coordenades polars, les expressions:
{\displaystyle \rho =\rho _{1}(\theta )+a\,}
{\displaystyle \rho =\rho _{1}(\theta )-a\,}

## Concoide de Nicomedes

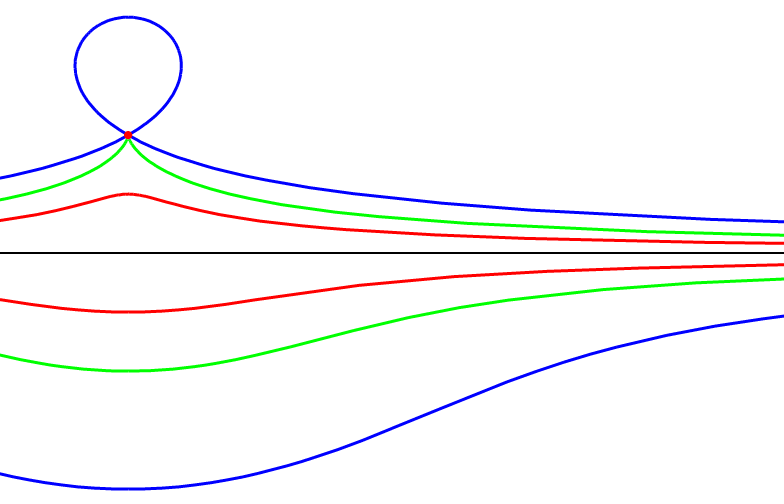
Concoide de Nicomedes

La concoide de Nicomedes  és la concoide de la recta, anomenada "base".
Es posarà la base perpendicular a l'eix polar, a una distància  b  del pol i el radi de la circumferència serà  h . Llavors, l'equació de la concoide de Nicomedes és
{\displaystyle \rho ={\frac {b}{\cos \omega }}+h}
que, en coordenades cartesianes, queda:
{\displaystyle (x-b)^{2}(x^{2}+y^{2})=h^{2}x^{2}\,}